# Gunnar Mossberg (konstnär)
Elis Gunnar Vilhelm Mossberg, född 7 november 1903 i Stockholm, död 11 augusti 1983 i Råsunda församling, var en svensk målare.
Mossberg studerade för Torsten Palm 1918–1920 och för Karl Gullberg 1924–1925 samt företog studieresor till Tyskland, England, Frankrike, Spanien och Grekland. Han är representerad vid O.K. Huvudkontor i Stockholm. Mossberg målade strandmotiv med båtar eller landskap från Gotland. Han är begravd på Norra begravningsplatsen utanför Stockholm.